# Тырговиште (село)
Тырговиште (болг. Търговище) — село в Болгарии. Находится в Видинской области, входит в общину Чупрене. Население составляет 145 человек.

## Политическая ситуация
В местном кметстве Тырговиште, в состав которого входит Тырговиште, должность кмета (старосты) исполняет Валентина Стефчова Филиповска (Граждане за европейское развитие Болгарии (ГЕРБ)) по результатам выборов правления кметства.
Кмет (мэр) общины Чупрене — Ванё Костадинов Костин (коалиция в составе 2 партий: Земледельческий народный союз (ЗНС), Движение за права и свободы (ДПС)) по результатам выборов в правление общины.